# 斯卡格斯維爾 (馬里蘭州)
斯卡格斯維爾（英語：Scaggsville）是位於美國馬里蘭州霍華德縣的一個普查規定居民點。

## 人口
根據2020年美國人口普查的數據，斯卡格斯維爾的面積為13.95平方千米，當中陸地面積為13.04平方千米，而水域面積為0.91平方千米。當地共有人口9217人，而人口密度為每平方千米660.72人。